# Luis Pérez Samanillo
Luis Pérez Samanillo (Manila, 14 de desembre de 1868 - Cornellà, 27 de juliol de 1936) va ser un empresari hispano-filipí.

## Biografia
El seu pare fou Manuel Pérez Marqueti y de Agustina Samanillo Fragoso, originaris de Cadis. Va néixer a Manila, on va residir després de cursar els seus estudis a Bèlgica. Catòlic fervent, va fundar en la capital filipina l'Adoració Nocturna i va formar part de l'Associació "Los Caballeros de Colón", que tenia per fi combatre la influència de la maçoneria, de la qual prenia algunes de les seves mateixes característiques. Va ser també cavaller de Sant Vicent de Paúl i Síndic del Tercer Orde Franciscà.
Va manar construir a Manila l'Edifici Luis Pérez Samanillo, que es conserva actualment. Després de consumar-se la pèrdua de les Illes Filipines per a Espanya després de la Guerra hispano-estatunidenca, es va traslladar a Barcelona, on va ocupar alts càrrecs en diverses organitzacions catòliques. Va ser conseller de la Caixa d'Estalvis i Mont de Pietat de Barcelona i propietari de la revista La Família. En 1910 va manar construir un palauet d'estil modernista en la zona alta de l'Eixample que actualment porta el nom de Casa Pérez Samanillo i és l'actual seu del Círculo Ecuestre.
Va ser assassinat per milicians a Cornellà després de l'esclat de la Guerra Civil Espanyola al juliol de 1936. Va ser pare de l'escriptor i periodista Antonio Pérez de Olaguer i cunyat del general José Olaguer Feliú y Ramírez.